# 克里安照相術

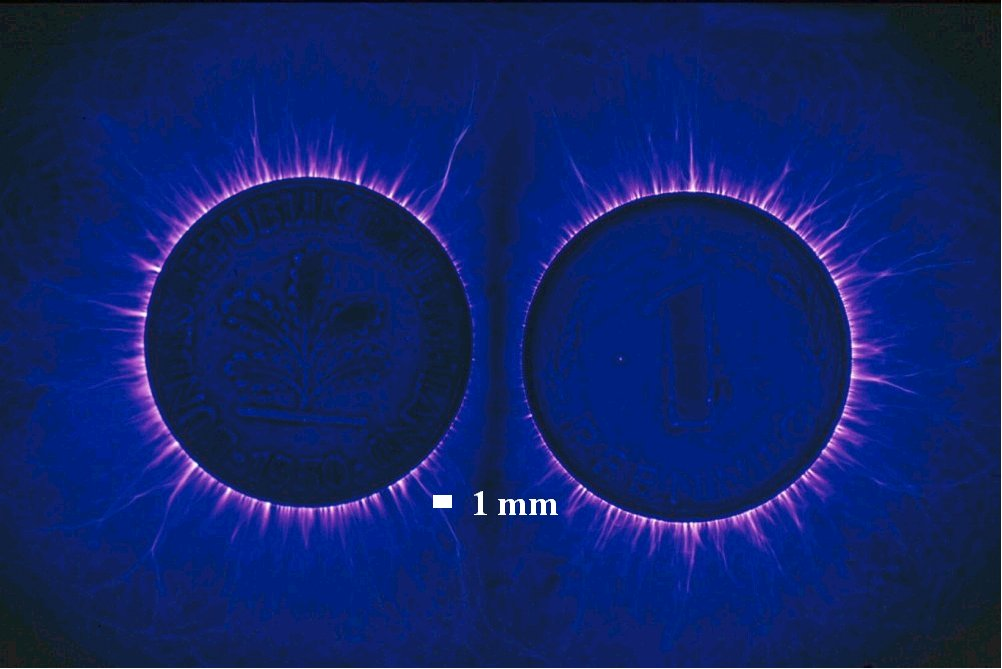
兩枚硬幣的克里安相片

克里安照相術（Kirlian photography）是一組用於捕獲電暈放电现象的摄影技术。名稱來自謝苗·克里安（Semyon Kirlian），他在1939年偶然發現，如果感光板上的物體連接到高壓電源，就會在感光板上產生影像。該技術被稱為「電子照相術」（electrography或electrophotography） 「電暈放電照相術」（corona discharge photography，簡稱CDP）、「生物電成像照相術」、「氣體放電顯像」（Gas Discharge Visualization，簡稱GDV）、「電光子成像」（electrophotonic imaging，簡稱EPI）。
克里安照相術一直是科學與超心理学研究和藝術的主題。有人主張克里安照相術是超自然现象，但被科學界駁斥。目前在很大程度上已被用於替代醫學研究。

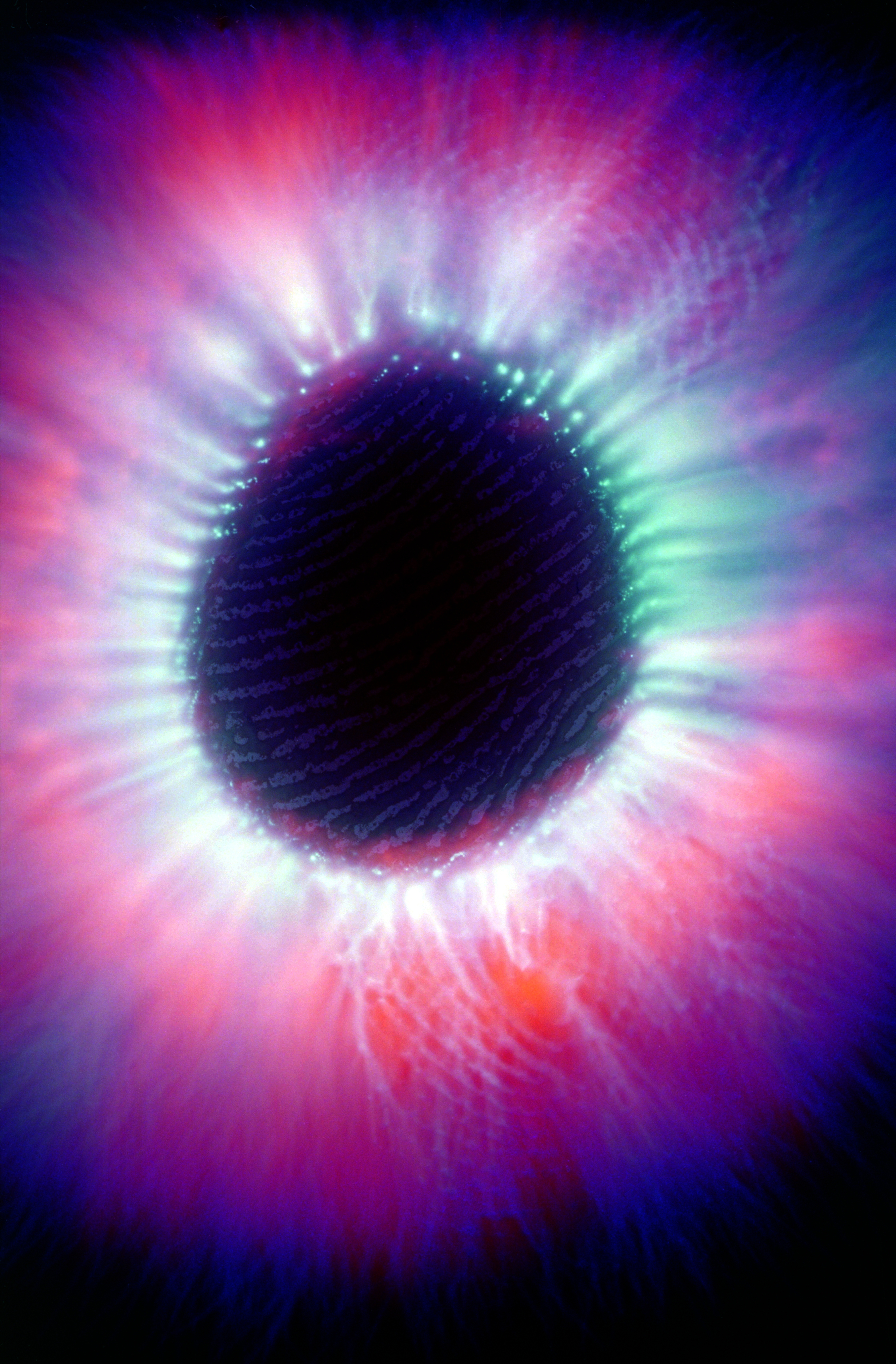
克里安手指指尖的照片，1989年

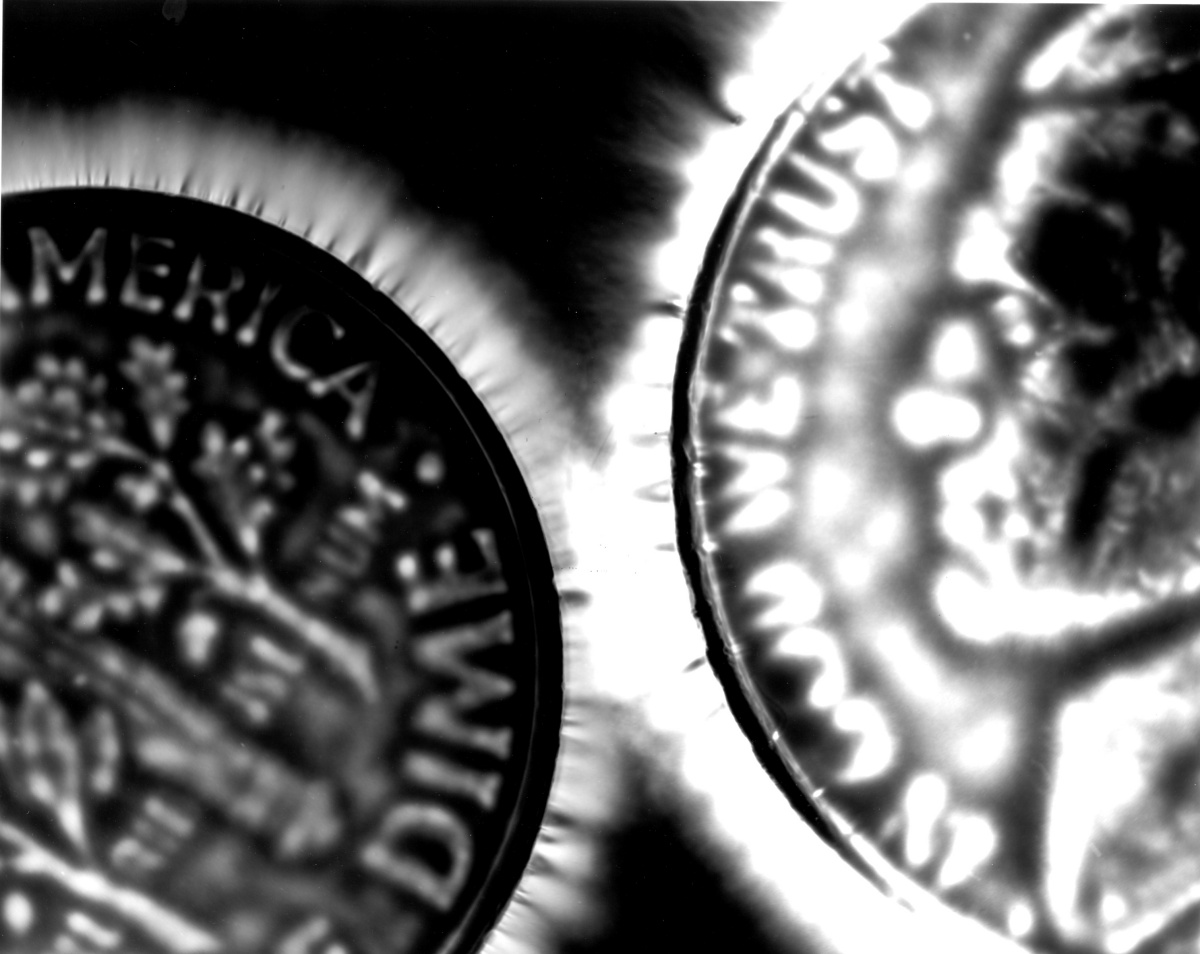
兩枚硬幣的克里安照片

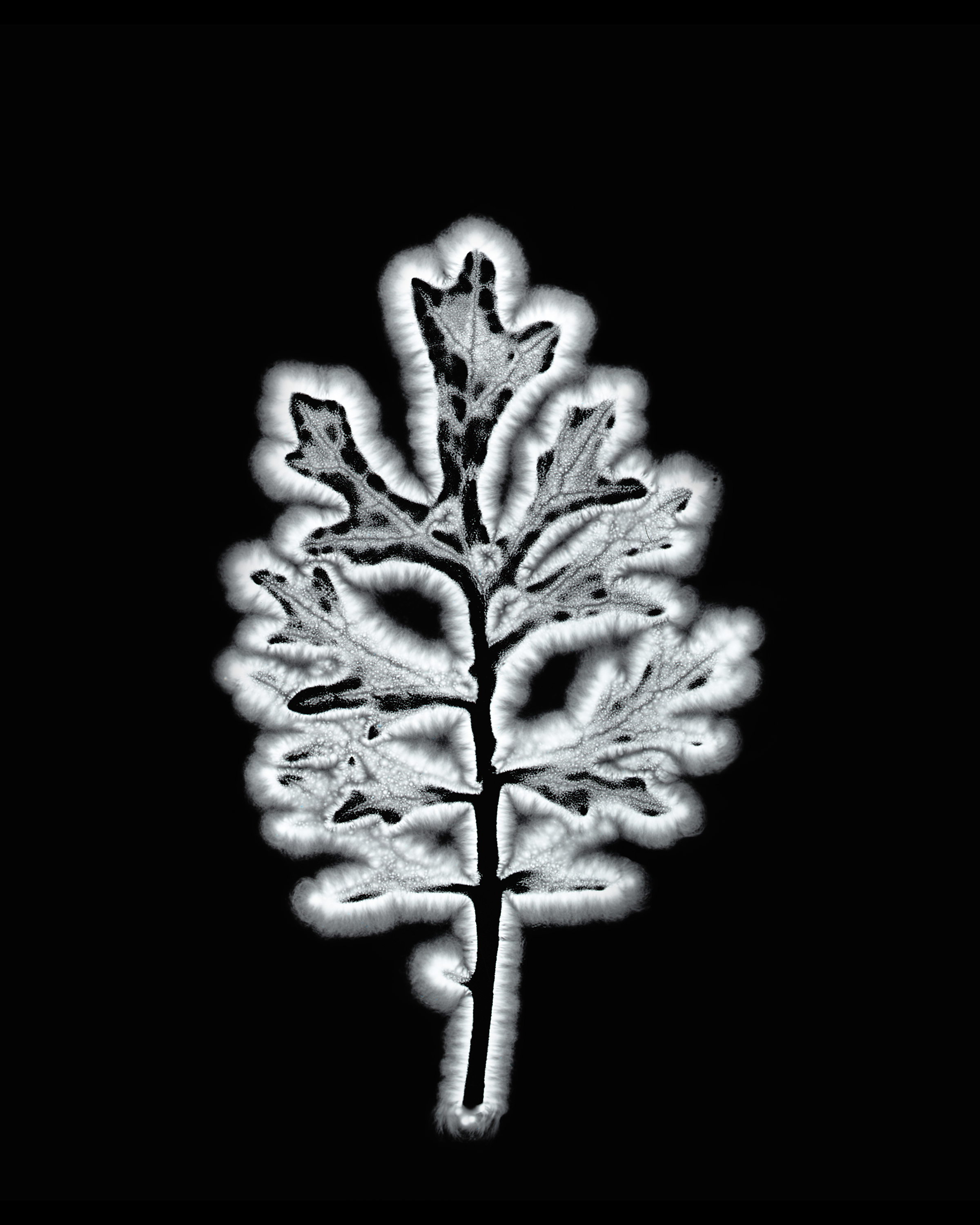
布滿灰塵的樹葉的克里安照片

## 概述
克里安照相術是一種使用高電壓來製作接觸印相照片（contact print）的技術。這個過程需要將頁式底片（Sheet Film）放在金屬放電板上，然後把待拍攝的物體直接放在底片上方。接著，短暫地給物體加上高電壓，從而形成曝光。在物體和金屬板之間由高電壓所引起的的電暈放電會被底片所捕獲。底片的顯影結果即該物體的克里安照片。
彩色的攝影膠片暴露在自然光時會被標定產生忠於原事物的顏色。電暈放電與底片中所使用的不同染料層之中的細微差異會相互影響，根據電暈放電的局部強度會產生各式各樣的顏色。底片和數位成像技術也可以記錄在電暈放電期間發射的光子所產生的光（參見電暈放電機制）。
藉由將無生命物體（如硬幣、鑰匙和樹葉）接地到地面、冷水管或高壓電源的極性相反側，可以更有效地拍攝無生命物體的照片。物體接地會產生更強的電暈放電。
克里安照相術不需要使用相機或鏡頭，因為這是一個接觸式列印過程。 可以使用透明電極代替高壓放電板，用標準照相機或攝影機捕捉產生的電暈放電。
視覺藝術家如Robert Bueltman、Ted Hiebert、和Dick Lane已經使用克里安照相術製作了各種主題的藝術影像。

## 研究
克里安照相術一直是科學、超心理學研究和偽科學斷言的主題。

### 科學研究
1976年發表對活體組織（人的指尖）作克里安攝影的科學實驗，結果表明，電暈放電的流光長度、密度、曲率和顏色的大部分變化可以由活體組織表面和內部的含水量來解釋 。
康斯坦丁·科羅特科夫（Konstantin Korotkov）開發了一種類似於克里安照相術的技術，稱為「氣體放電可視化」（gas discharge visualization，GDV）。科羅特科夫的GDV相機系統由硬體和軟體組成，以電腦直接記錄、處理和解釋GDV影像。科羅特科夫是在醫學情境下推廣該裝置及相關研究。波蘭紡織品建築研究所的伊莎貝拉·西西爾斯卡（Izabela Ciesielska）使用科羅特科夫的GDV相機來評估人類與各種紡織品接觸對生物因素的影響，如心率和血壓，以及電暈放電影像。實驗採集了受試者指尖的電暈放電影像，同時受試者在前臂上戴著各種天然和合成材料的袖子。實驗結果未能確定人與紡織品的接觸與電暈放電影像之間的關係，因此被認為是不確定的。

### 超心理學研究
1968 年，心理學教授塞爾瑪·莫斯（Thelma Moss）所領導的加州大學洛杉磯分校神經精神病學研究所（NPI，該研究所後來更名為塞梅爾研究所），有一個致力於超心理學研究的實驗室，主要由志願者組成。該實驗室沒有經費，也未獲得批准，最終被大學關閉。在加州大學洛杉磯分校任期即將結束時，莫斯開始對克里安照相術產生興趣，這是一種據稱可以測量生物「靈光」（aura，也譯作氣場、靈氣）的技術。根據她的一位前研究助理克里·蓋納（Kerry Gaynor）的說法「許多人認為克里安照相術的效果只是一種自然現象。」
科學界尚未在實驗中觀察到或複製克里安照相術的超自然說法。生理學家戈登·斯坦（Gordon Stein）寫道，克里安照相術是一種騙局「與拍攝對象的健康、生命力或情緒無關」。

### 聲稱
克里安認為，克里安照相術所創造的影像可能描繪了一個猜測性的能量場或靈光，有些人認為，這種靈光會在生物旁圍繞。克里安與其妻子確信，他們的影像顯示了一種生命力或能量場，反映了他們的活體受試者的身體和情感狀態。他們認為這些影像可以用來診斷疾病。1961年，他們在《俄羅斯科學與應用攝影雜志》上發表了第一篇關於該主題的文章。克里安的說法受到了能量治療從業者的信奉。

#### 撕裂葉子的實驗
有個典型演示常被拿來作為能量場存在的證據，該演示會以設定的時間間隔，以克里安照相術拍攝一片被摘下的葉子。葉子逐漸枯萎被認為與靈光強度的下降相對應。有些實驗稱「幻葉效應」（phantom leaf effect），是將一片葉子放在玻璃板上然後通電，這樣一來它的電暈放電就會被拍到感光板上。接著將葉尖撕下並移除，葉子再次通電並拍照，有時會留下缺失部分的模糊影像。然而，在拍攝第二張影像之前，若將成像表面的污物和殘留水分清除，就不會出現缺失部分的影像。
活體靈光理論至少被部分否定，因為已經證明葉片含水量對電暈放電有顯著影響；更多水份會產生更大的電暈放電。如果葉片脫水，電暈放電的變化性和強度都會自然而然降低。因此，葉片含水量的變化會影響所謂的克里安靈光。除了化學過程產生的電場以及電暈放電造成的流光過程之外，克里安的實驗並沒有提供能量場的證據。
電暈放電是隨機電離過程的結果，受到很多因素的影響，包括刺激的電壓和頻率、人或物體接觸成像表面的壓力、被成像物體周圍的局部濕度、人或物體接地情況，以及其他影響被成像的人或物體的電導率的局部因子。在活體組織上發現的油、汗液、細菌和其他電離污染物也會影響產生的影像。

#### 氣
貝弗利·魯比克（Beverly Rubik）等科學家利用克里安照相術研究了人體生物場的概念，試圖解釋中國的氣功修行。氣功指出，有一種叫做「氣」的生命能量彌漫在所有生物中。
魯比克的實驗依靠科羅特科夫的GDV設備生成影像，這些影像被認為可以可視化慢性病患者的這些生物能量場（biofields）。不過，魯比克承認，她實驗中的小樣本量「太少，無法進行有意義的統計分析」。這些聲稱能量可以被特殊攝影設備捕獲的說法受到懷疑論者的抨擊。